# Гленко (Луизијана)
Гленко (енгл. Glencoe) насељено је место без административног статуса у америчкој савезној држави Луизијана.

## Демографија
По попису из 2010. године број становника је 211.
| Група             | 2000.    | 2010.       |
| Белци             | 0 (0,0%) | 26 (12,3%)  |
| Афроамериканци    | 0 (0,0%) | 163 (77,3%) |
| Азијати           | 0 (0,0%) | 4 (1,9%)    |
| Хиспаноамериканци | 0 (0,0%) | 4 (1,9%)    |
| Укупно            | 0        | 211         |